# Rheotanytarsus ringei
Rheotanytarsus ringei är en tvåvingeart som beskrevs av Lehmann 1970. Rheotanytarsus ringei ingår i släktet Rheotanytarsus och familjen fjädermyggor. Arten har ej påträffats i Sverige. Inga underarter finns listade i Catalogue of Life.